# Jacob Ernst von Knuth (Rittmeister)
Jacob Ernst von Knuth, seltener Jakob Ernst von Knuth (* 18. Juni 1609; † 27. Januar 1675) war ein mecklenburgischer Adelsmann und Rittmeister in sächsischen, dänisch-norwegischen und schwedischen Diensten. Er war Erbherr auf Leizen und Priborn.

## Leben
Jacob Ernst von Knuth wurde 1609 als erstes von fünf Kindern in das mecklenburgische Adelsgeschlecht von Knuth geboren. Seine Eltern waren Wentzloff IV. von Knuth und Anna von Knuth. Anna von Knuth war Wentzloff IV. von Knuths Base zweiten Grades.
1622 wurde er Page des mecklenburgischen Rates und Rittmeister  Balthazar Jasmunds. 1625 wurde er Kammerjunker. Er ging mit Prinz Franz Heinrichs sächsischen Truppen nach Italien und war Kornett im mecklenburgischen Regiment. Als Rittmeister wurde er am 26. April 1639 vom Kommandanten in Rostock, Generalmajor von Lohausen zur Festung Plau beordert, um den kaiserlichen Abzug zu verhandeln. Später, zurück in Mecklenburg, war er Provisor des Klosters Malchow.
Am 26. Oktober 1639 heiratete Jacob Ernst von Knuth Elisabeth von Morin. Die Besitztümer der Familie Morin hatten arg unter den Verwüstungen des Dreißigjährigen Krieges gelitten. Elisabeth war die letzte ihrer Linie und durch ihre Heirat mit Jacob Ernst von Knuth gingen die Güter der Familie Morin ans Haus Knuth über.

## Ehe und Nachkommen
Aus der Ehe mit Elisabeth von Morin folgten neun Kinder:
- Jacob von Knuth (vermutlich im Kindesalter gestorben)
- Joachim Friedrich von Knuth, Herr auf Leizen (1642–1684)
- Eckhard Christoph von Knuth (1643–1697)
- N.N. Jacobsdatter von Knuth (vermutlich im Kindesalter gestorben)
- Adam Levin von Knuth, auf Ludorf (1648–1699)
- Anna Cathrine von Knuth (?–1709) ⚭ Caspar Friedrich von Holstein (1664–1712)
- Sophia Elisabeth von Knuth (?–1709) ⚭ Jürgen von Rohr (?–?)
- Eleonore Marie von Knuth (1658–1707) ⚭ Curt Veit von Witzleben, Oberjägermeister (1645–1719)
- Ursula Margrethe von Knuth (1660–1723) ⚭ Levin Hinrich von Linstow (ca. 1650–1712)

Nach seinem Tode teilte sich das „Knuthische Haus [...] in 3 Hauptbranchen“: die deutsche und holländische, die Joachim Friedrich zum Stammvater hat und die dänisch-gräfliche mit  Eckhard Christoph zum Stammvater.

## Endnoten
1. ↑  Verwandtschaftsbeziehungen Jacobs
2. ↑  Verwandtschaftsbeziehungen Anna von Knuths
3. ↑  Skeel-Schaffalitzky, Santasilia: Jacob Ernst von Knuth, til Leizen, Priborn, Melz og Ludor
4. ↑  Geschichte Ludorfs (Memento des Originals vom 25. April 2016 im Internet Archive)  Info: Der Archivlink wurde automatisch eingesetzt und noch nicht geprüft. Bitte prüfe Original- und Archivlink gemäß Anleitung und entferne dann diesen Hinweis.
5. ↑  Friedrich Ludwig Anton Hörschelmann: Friedrich Ludwig Anton Hörschelmann’s genealogische Adelshistorie, erster Teil des ersten Bandes, Erfurt 1772, S. 103.

| Vorgänger               | Amt                                   | Nachfolger                              |
| ----------------------- | ------------------------------------- | --------------------------------------- |
| Wentzloff IV. von Knuth | Herr auf Leizen und Priborn 1658–1675 | Joachim Friedrich von Knuth, auf Leizen |

| Personendaten    | Personendaten                                                       |
| ---------------- | ------------------------------------------------------------------- |
| NAME             | Knuth, Jacob Ernst von                                              |
| ALTERNATIVNAMEN  | Knuth, Jacob Ernst von (vollständiger Name); Knuth, Jakob Ernst von |
| KURZBESCHREIBUNG | mecklenburgischer Adliger und Rittmeister                           |
| GEBURTSDATUM     | 18. Juni 1609                                                       |
| STERBEDATUM      | 27. Januar 1675                                                     |